# Chiesa di Santa Maria della Verità (Benevento)
La chiesa di Santa Maria della Verità si trova nella città di Benevento in piazza Caio Ponzio Telesino, nel Rione Triggio. È costruita sulle rovine del teatro romano di Benevento. Veniva chiamata, e qualcuno la chiama ancora oggi, parrocchia nuova.

## Storia e descrizione

Timbro della Parrocchia di Santa Maria della Verità, ritratto dalla copertina del Registro dei Matrimoni n° 5; anni: 1778-1838

Fu eretta nel 1782 dal cardinale Francesco Maria Banditi, arcivescovo di Benevento, sugli antichi lamioni del Teatro. Porta il suo stemma e la seguente iscrizione:
LAPIDE RICORDO DELLA CONSACRAZIONE DELLA CHIESA / SANTA MARIA DELLA VERITÀ / ARCIVESCOVO CARDINALE BANDITI / ANNO 1782
Templum parochiale / olim S.Jacobi ap. Sacrum / mox Mariae vergini dicatum sub tit. veritatis / bis terraemotibus obrutum / F.M. Banditus Ariminensis / S.R. E. card. et arch. Beneventanus / ne parochialis curae munera / ecclesiae cathedralis / in qua ab annis LXXIX temporarie peragenbantur / statos ritus perturbarent / a fundamentis sua impensa excitandum / propre vetus amphitheatrum / expiata loci superstitione / cum omni ornamento curavit idemque dedicavit / anno a Christo nato MDCCLXXXII / dominica II post Pascha.
Tra il 1920 e 1921 vennero effettuati dei lavori per via dei danni che aveva riportato l'umidità. Una seconda ristrutturazione  venne  effettuato successivamente ai danni provocati dagli eventi bellici del 1943 e al terremoto del 1980.